# Ilie Ceaușescu
Ilie Ceaușescu (n. 8 iunie 1926, comuna Scornicești, județul Olt – d. 1 octombrie 2002, București) a fost un general al Armatei Române, politician comunist și ministru adjunct al apărării în timpul regimului comunist condus de fratele său, Nicolae Ceaușescu.

## Biografie
Ilie Ceaușescu s-a născut la data de 8 iunie 1926, în comuna Scornicești (astăzi oraș) din județul Olt. Era fratele lui Nicolae Ceaușescu, viitorul președinte al Republicii Socialiste România.  A absolvit șapte clase primare în Scornicești (1933-1940), făcând mai multă școală decât ceilalți frați ai săi.
A încercat să intre ca ucenic la Uzinele Mărgineanca din București în anul 1942, dar nu a fost primit din cauza "lipsei de pregătire". Ca urmare, s-a întors în sat și a lucrat lotul de pământ de 1,5 hectare al familiei Ceaușescu.
În anul 1946 devine membru al Uniunii Tineretului Muncitoresc (UTM), activând totodată la secția de propagandă și agitație a PCR din Scornicești. În anii de după război, a lucrat casier la Cooperativa de Consum locală (1947-1950). Conform dosarului său de cadre de la partid, alcătuit de Comisia de Verificare în anul 1949, "țăran sărac, Ilie Ceaușescu a dus muncă de lămurire în alegerile din 1946, a dus muncă de lămurire în rândurile tineretului din comună, organizându-l. A luat parte la munci voluntare, pe șantier, și plătește cotizația".
În septembrie 1952 este trimis la studii la Școala Militară Politică nr. 3, unde urmează un an de pregătire, fiind avansat în august 1953 la gradul de locotenent. Lucrează apoi ca șef de bibliotecă și șef de club la Școala Militară politică nr. 3 (1953-1954) și profesor de economie politică la Școala medie militară "Ștefan cel Mare" (1954-1955). Deși nu avea gimnaziu și liceu, a urmat cursurile Academiei Militare din București - Facultatea Militară Politică (1955-1959).
După absolvirea Facultății Militare Politice a devenit instructor de partid (octombrie 1959). A susținut apoi examenele de diferență și a obținut astfel și diploma de absolvent al Facultății de Istorie a Universității București (1963). Ulterior, a obținut titlul științific de doctor în istorie în 1969. A urmat cursul postuniversitar de limbă engleză (1974-1975) și cursul postacademic de comandă și stat major (aprilie 1979).
După ce Nicolae Ceaușescu este ales în funcția de secretar general al Partidului Comunist Român, Ilie Ceaușescu avansează în cadrul Ministerului Apărării Naționale. Devine unul dintre responsabilii cu istoria militară a României, predând cursul de istorie militară la Academia Militară Generală ca lector, lector superior și locțiitor șef de catedră (februarie 1968 - decembrie 1970) și apoi lucrând pe postul de cercetător științific principal I (1970-1972) și șef Sector în Secția de istorie militară la C.S.C.I.T.M. (august 1972 - martie 1975).
În martie 1975 a fost numit în funcția de șef al Direcției organizatorice din Consiliul Politic Superior al Armatei, departamentul politic al Ministerului Apărării Naționale. A  fost înaintat în 7 mai 1977 la gradul de general-maior (cu o stea) și apoi, începând cu 30 decembrie 1982, la cel de general-locotenent (cu 2 stele). Îndeplinește apoi funcțiile de secretar adjunct (1979-1983) și secretar al Consiliului Politic Superior al Armatei și adjunct al ministrului apărării naționale (aprilie 1983 - decembrie 1989). În luna ianuarie 1990 a fost trecut în rezervă. În decursul serviciului militar a fost implicat în vânzarea către Statele Unite ale Americii a unor tehnologii militare sovietice.
Între anii 1980-1989 a fost membru al Comitetului Central al PCR. Ilie Ceaușescu a fost deputat în Marea Adunare Națională în sesiunea 1985 - 1989. Ilie Ceaușescu devine cunoscut ca istoric militar, publicând volume despre istoria militară a românilor. El a condus mai mulți ani Institutul de Istorie Militară și l-a influențat pe fratele său Nicolae în stabilirea Protocronismului ca doctrină istoriografică a României și ca parte a sistemului național de propagandă. De exemplu, el a pretins că poporul român a fost dintotdeauna același încă din vremuri străvechi, fiind foarte puțin influențat de către alte popoare (romani, slavi, tătari) etc.: "Este binecunoscut faptul că poporul român a rămas întotdeauna același, consolidat, unitar și omogen deși a fost mereu ocupat."

## Activitatea sa în perioada Revoluției
La 20 decembrie 1989, în jurul prânzului, generalul-locotenent Ilie Ceaușescu a sosit la Timișoara, unde nu a stat decât două ore în cursul cărora a expus, la UM 01380 – Cetate, poziția oficială a PCR în legătură cu evenimentele din Timișoara. El a prevenit asupra unei invazii străine asupra României, un „complot internațional“ în care sunt implicate Vestul și Estul.
La 22 decembrie 1989, după sinuciderea generalului Vasile Milea, Ilie Ceaușescu s-a instalat în cabinetul ministrului apărării naționale. La ora 10:15, el a dat dispoziție să fie invitați imediat la Ministerul Apărării reprezentantul din București al Tratatului de la Varșovia, împreună cu atașatul militar al URSS, precum și atașatul militar al Chinei.
La ora 11:30 generalul Ilie Ceaușescu a transmis telefonic Ordinul nr. 37 care prevedea următoarele: "Toate unitățile militare să se considere în stare de luptă și să acționeze conform condițiilor "Stării de necesitate".
La orele 12:00 a avut loc întâlnirea cu atașatul militar sovietic. Din partea română participă pe lângă Ilie Ceaușescu, viceamiralul Ștefan Dinu, colonelul Dumitru Mircea și locotenent-colonelul Gheorghe Lungu, iar din partea sovietică atașatul militar, contraamiralul G. A. Mihailov, locțitorul reprezentantului comandantului-șef al Forțelor Armate Unite ale Tratatului de la Varșovia, generalul-maior G. N. Bociaev și locotenent-colonelul Masiuk, translator. Ilie Ceaușescu le comunică faptul că au fost informate toate oficiile diplomatice din țară despre situația din România și că în aceeași zi se va forma un nou guvern. El precizează că situația din România este o diversiune străină, pe care poporul român poate s-o depășească fără a fi nevoie de ajutor din afară. Se solicită neutralitatea URSS, insistându-se că România păstrează sentimente de prietenie față de Uniunea Sovietică și de celelalte state socialiste. Cea de-a doua întâlnire, cu atașatul militar chinez, nu a mai avut loc datorită situației create în urma fugii cuplului dictatorial.
La ora 13.30 generalul-locotenent Victor Stănculescu a revenit în sediul MApN, a dat dispoziții pentru reținerea și punerea sub pază a generalului-locotenent Ilie Ceaușescu. Prin notele telefonice nr. 38 și 39 el a transmis tuturor unităților din țară ordinul de a se retrage în cazărmi în ordine, fără a se lăsa provocate.

## După revoluție
La data de 11 ianuarie 1990 generalul-locotenent Ilie Ceaușescu a fost trecut în rezervă.
Ilie Ceaușescu a fost acuzat și judecat pentru instigare la omor deosebit de grav în Revoluția de la Cluj.
El a declarat că cel care a scos militarii în stradă la Cluj a fost generalul Iulian Topliceanu, comandantul Armatei a 4-a, în baza ordinelor ce i-au fost transmise de către Vasile Milea. Întrebat dacă știa ce urma să aibă loc și care era rolul său la Cluj, el afirmat: "Nu am avut cunoștință de nimic! Nu am dat ordin să se facă uz de armă și nici nu am transmis din partea cuiva un astfel de ordin."
El a declarat presei că din datele pe care le avea în 1989, reieșea că la alegerile pentru Marea Adunare Națională, care trebuia să aibă loc în martie 1990, Nicolae Ceaușescu intenționa să se retragă. Tot el a spus că bănuiește că fratele său cunoștea ce i se pregătește, deoarece, conform stenogramei întâlnirii Nicolae Ceaușescu – Mihail Gorbaciov din 4 decembrie 1989, președintele URSS l-a întrebat următoarele: „De unde știți dumneavoastră că veți mai trăi până în ianuarie?”
El s-a retras din viața publică după revoluție. Presa a dezvăluit că Ilie Ceaușescu a fost implicat într-o serie de tranzacții între Statele Unite ale Americii și România, referitoare la vânzarea de tehnologie militară sovietică. Valoarea afacerii se ridica la 40 milioane de dolari, care au fost depozitați parțial într-un cont dintr-o bancă elvețiană.
Ilie Ceaușescu a încetat din viață la data de 1 octombrie 2002 în București, ca urmare a unor complicații de pneumonie. A fost înmormântat în Cimitirul militar de pe  bulevardul Ghencea.

## Distincții
- Medalia „40 de ani de la înființarea Partidului Comunist din Romînia” (6 mai 1961) „pentru merite în activitatea de partid și întărirea regimului democrat-popular”[17]
- Ordinul „Apărarea Patriei” clasa a III-a (16 decembrie 1972) „pentru merite deosebite în opera de construire a socialismului, cu prilejul aniversării a 25 de ani de la proclamarea Republicii”[18]
- Ordinul „Steaua Republicii Socialiste România” clasa a II-a (20 august 1984) „pentru contribuția deosebită adusă la înfăptuirea politicii Partidului Comunist Român de făurire a societății socialiste multilateral dezvoltate în patria noastră, cu prilejul celei de-a 40-a aniversări a revoluției de eliberare socială și națională, antifascistă și antiimperialistă”[19]

## Cărți publicate
- Căpitanul de panduri Simion Mehedințeanu (Editura Militară,1966)
- Maiorul Constantin Ene (Editura Militară,1967)
- Asalt la redute. Eroi ai războiului pentru independență (coautor, Editura Militară, 1969)
- Din istoria contractului colectiv în România (Editura Politică, 1970)
- P.C.R. - Stegarul luptelor revoluționare din anii 1929-1933 (Editura Științifică, 1971)
- România în războiul pentru independența națională. 1877-1878. Contribuții bibliografice (coautor, Editura Militară, 1972)
- Mișcarea muncitorească și legislația muncii în România : 1864-1944 (Editura Științifică, 1972)
- Activitatea Partidului Comunist Român în armată 1921-1944 (coautor, Editura Militară, Militară, 1974)
- U.T.C. și tineretul din armată : 1922-1944 (EEditura Militară, 1974)
- Asalt la redute Eroi ai războiului pentru independență, ediția a doua revăzută și adăugită(coautor, Editura Militară, 1977)
- România în războiul de independență 1877-1878 (coautor, Editura Militară, 1977)
- Drum de glorii  Pagini din eroismul armatei române în războiul nostru pentru independență (coautor, Editura Scrisul Românesc, 1977)
- Cronica participării armatei române la războiul pentru independență 1877-1878 (coautor, Editura Militară, 1977)
- Războiul întregului popor pentru apărarea patriei la români. Din cele mai vechi timpuri până în zilele noastre (Editura Militară, 1980)
- File din istoria militară a poporului român - studii (vol.8)  (coordonator și autor, Editura Militară, 1980)
- The entire people's war for The Homeland's defence with The Romanians : From times of yore to present days (Editura Militară, 1980)
- Apărarea națională în concepția Partidului Comunist Român (1982)
- Mișcarea muncitorească, socialistă, democratică, activitatea Partidului Comunist Român și apărarea patriei la români Repere cronologice (coautor, Editura Militară, 1983)
- Armata română în revoluția din august 1944 (coautor, Editura Politică, 1984)
- Transilvania - străvechi pământ românesc (coautor, Editura Militară, 1984)
- 200 de zile mai devreme Rolul României în scurtarea celui de-al doilea război mondial (coautor, Editura Științifică și Enciclopedică, 1984)
- România și Marea Victorie, 23 august 1944 - 12 mai 1945 (Editura Militară,, București, 1985)
- Independența poporului român - obiectiv fundamental al politicii Partidului Comunist Român : Tradiție. Actualitare. Perspectivă (Ed. Militară, 1986)
- România în anii primului război mondial Caracterul drept, eliberator al participării României la război - 2 vol. (coordonator și autor, Editura Militară,1987)
- La Transylvanie ancienne terre Roumaine (1989)
- Istoria militară a poporului român, vol.6, Evoluția sistemului militar național în anii 1919-1944 (coordonator și autor, Editura Militară,1989)
- România în anii celui de-al doilea război mondial - 3 vol. (coordonator și autor, Editura Militară,1989)